# Hvítserkur (rocher)
Pour les articles homonymes, voir Hvítserkur.
Le Hvítserkur, toponyme islandais signifiant littéralement en français « chemise de nuit blanche », est un rocher d'Islande situé au débouché du Sigríðarstaðavatn dans le Húnafjörður, à proximité immédiate du littoral de la péninsule de Vatnsnes, dans le nord-ouest du pays. Bloc de basalte de quinze mètres de hauteur découpé par l'érosion maritime, il constitue un lieu touristique en raison de sa forme particulière et notamment de sa double arche naturelle.
La légende raconte qu'il s'agit d'un troll pétrifié par les rayons du soleil alors qu'il était occupé à lancer des pierres sur le monastère de Þingeyrar.

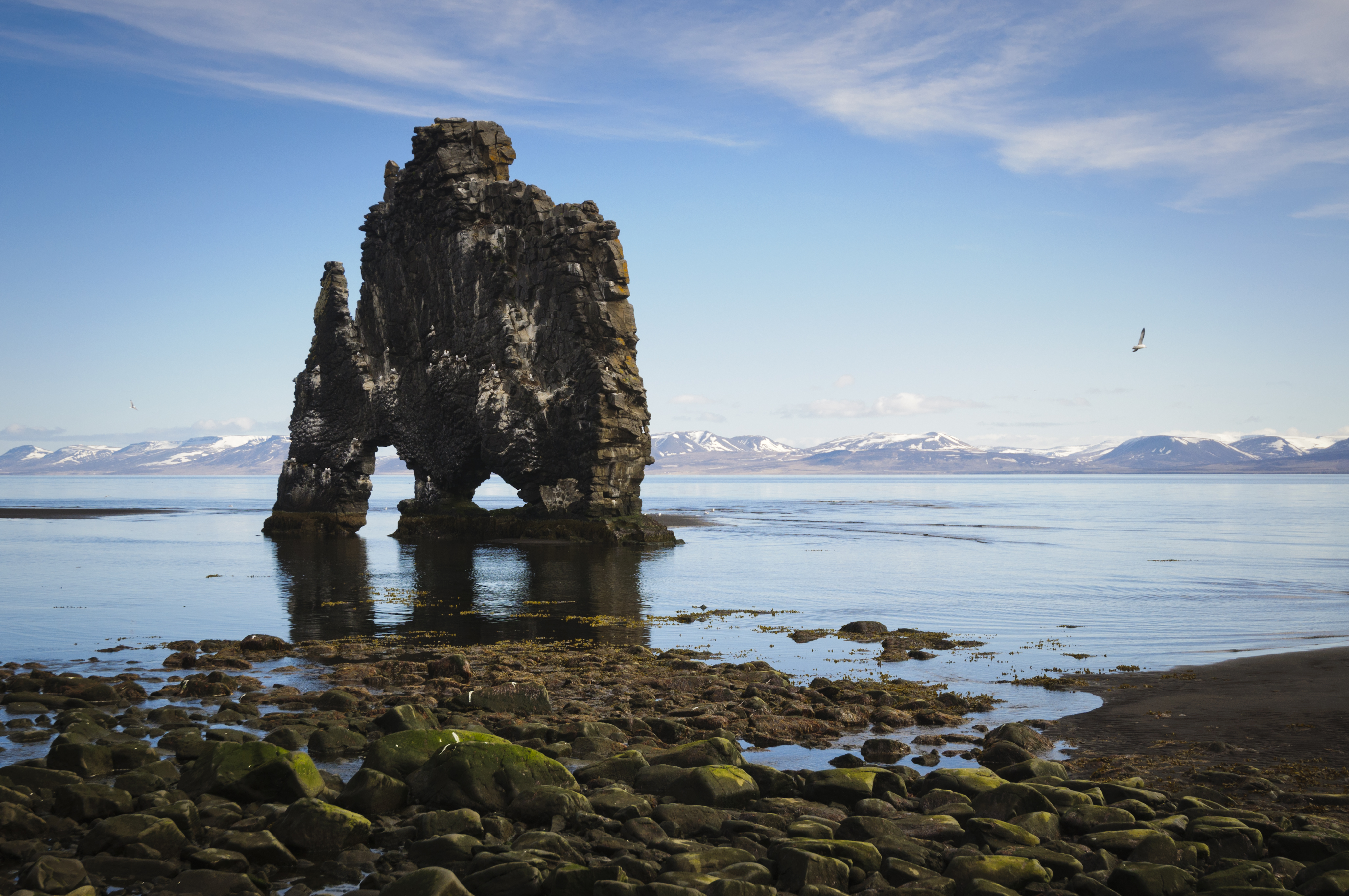
Vue du Hvítserkur à marée haute avec les montagnes de la péninsule de Skagi en arrière-plan.

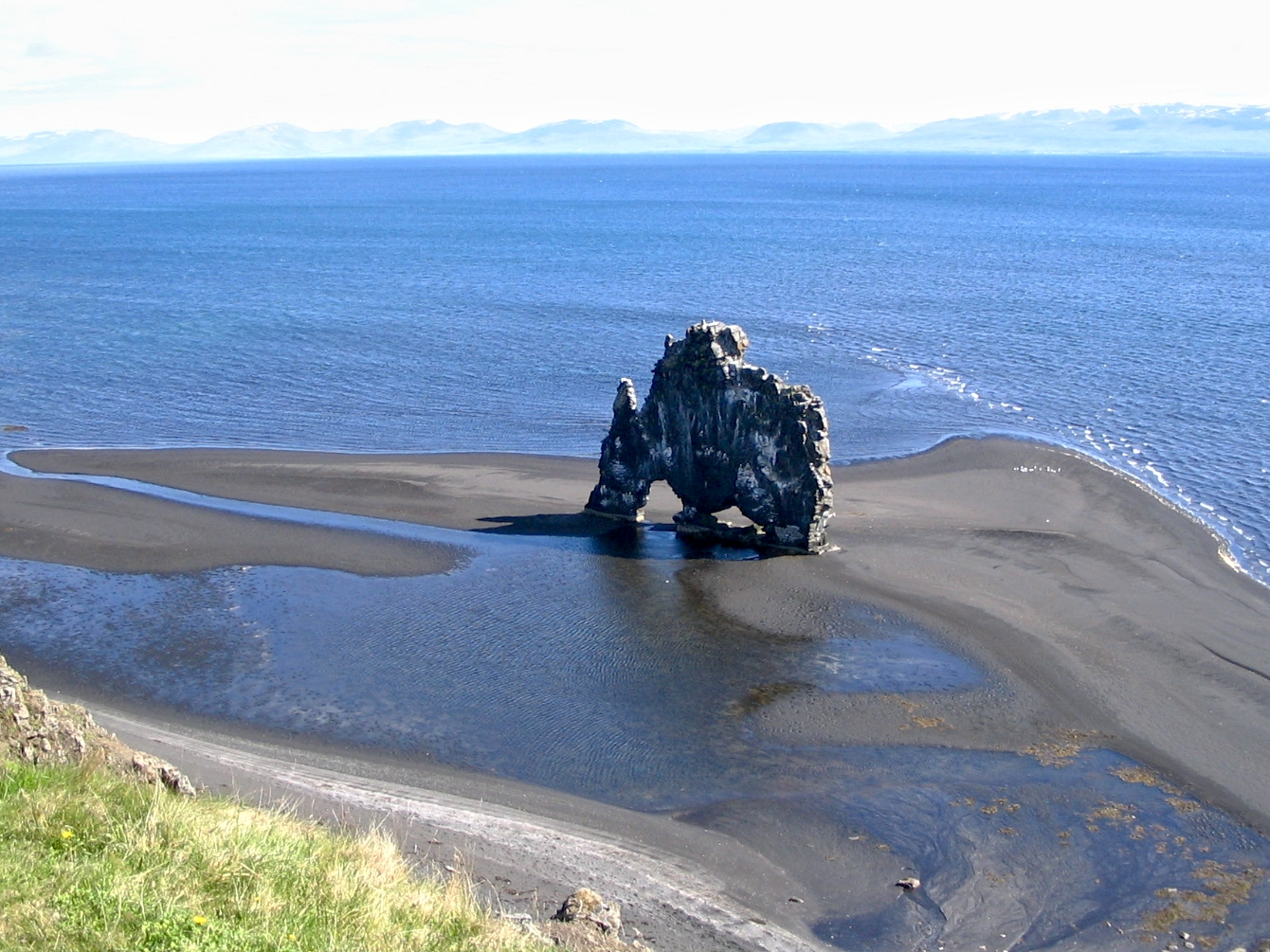
Le Hvítserkur vue depuis la falaise le dominant.